# Euplexia morosa
Euplexia morosa là một loài bướm đêm trong họ Noctuidae.